# Follina
Follina (velenceiül Fuina) település Olaszországban, Veneto régióban, Treviso megyében. Lakosainak száma 3535 fő (2023. január 1.). Follina Cison di Valmarino, Borgo Valbelluna, Pieve di Soligo, Farra di Soligo és Miane községekkel határos.

## Népesség
A település népességének változása:
| Lakosok száma | 3864 | 3814 | 3535 |
|               | 2017 | 2018 | 2023 |

## Testvérvárosok
- Wipfeld, Németország